# Trapa (Fonsagrada)
Trapa (llamada oficialmente San Cibrán da Trapa) es una parroquia y una aldea española del municipio de Fonsagrada, en la provincia de Lugo, Galicia.

## Otras denominaciones
La parroquia también es conocida por los nombres de San Cibrán de Trapa y San Cibrao da Trapa.

## Organización territorial
La parroquia está formada por diez entidades de población:
- Couso (O Couso)
- Labeada (A Labiada)
- Mesón Novo (O Mesón Novo)
- Mesón Vello (O Mesón Vello)
- Outonais
- Penamaría
- Proida do Vale (A Pruída do Vale)
- San Cibrán
- Trapa (A Trapa)
- Villalba (Vilalba)

## Demografía

### Parroquia
| Gráfica de evolución demográfica de Trapa (parroquia) entre 2000 y 2019 |
|                                                                         |
| Datos según el nomenclátor publicado por el INE.                        |

### Aldea
| Gráfica de evolución demográfica de Trapa (aldea) entre 2000 y 2019 |
|                                                                     |
| Datos según el nomenclátor publicado por el INE.                    |